# Faujasita
La faujasita es una serie de tres minerales con el mismo nombre, de la clase de los tectosilicatos y dentro de estos del grupo de las zeolitas (subgrupo de la faujasita). Fue identificada como una nueva especie por Damour, en ejemplares procedentes de las canteras de Limberg, en    Kaiserstuhl,  Baden-Württemberg (Alemania), que consecuentemente es su localidad tipo. El nombre es un homenaje a  Barthélemy Faujas de Saint-Fond, geólogo francés que escribió sobre el origen de los volcanes.

## Especies minerales
El término faujasita incluye actualmente tres especies minerales distintas, según la clasificación aceptada por la Asociación Mineralógica Internacional:
- Faujasita-Ca: (Ca,Na,Mg)5(Si,Al)12O24·15H2O
- Faujasita-Mg: (Mg,Na,K,Ca)5(Si,Al)12O24·15H2O
- Faujasita-Na: (Na,Ca,Mg)5(Si,Al)12O24·15H2O

Las diferencias en composición se deben al tipo de catión predominante entre los intercambiables. La especie más común es aquella en la que el sodio es el prodominante, que fue también la descrita originariamente por Damour.

## Formación y yacimientos
Aparece normalmente como vesículas en rocas volcánicas de tipo basalto, metapiroxenitas y también junto a augita en limburgitas. También en rocas volcánicas fonolitas y tobas.
Minerales a los que normalmente aparece asociado son: otras zeolitas, olivino, augita y nefelina.

## Usos
El mineral de faujasita es usado en la industria petroquímica como catalizador en el proceso de "craqueo catalítico", para convertir las fracciones del crudo de petróleo de alto grado de ebullición en gasolina, gasóleo y otros productos valiosos.
Otros uso es en las unidades de hidrocraqueo, como soporte del platino/paladio, para incrementar el contanido aromático de los productos de las refinerías.